# Serpente (zodíaco)

A Serpente

A Serpente ( 巳 ) é um dos animais do ciclo de 12 anos que aparece no Zodíaco da Astrologia chinesa e no Calendário chinês.
- Zang-Fu: Pi (Gong Sun abre Chong Mai)
- Anatomia: Baço / Pâncreas
- Canal 5 Shen: Yi Yin
- Nível Energético: Tai Yin Pé
- Deus Grego: Deméter
- Ligação: Tigre

## Atributos
Intelectuais, perspicazes, passionais e de vez em quando, temidos. As mulheres são conhecidas por seu cérebro e beleza. Tipos-serpente também gostam de dar a impressão de que sabem mais sobre um assunto do que pretendem divulgar, e enquanto um senso estrito de propriedade lhes previne de contar mentiras, não são contra fazer jogo duplo quando isso lhes interessa. Sua habilidade em colher informações sugere uma aptidão para pesquisa, detecção ou trabalho acadêmico, áreas que deverão satisfazer seu cérebro analítico. Atividades sociais ou domésticas geralmente precisam ser talhadas para levar em conta sua poderosa sensualidade.

## Nascidos sob o signo de Serpente[1]
Lembre-se de que esta é a data do Hemisfério Norte, pois há uma diferença entre os 2 Hemisférios citada na página Feng Shui
| Data de nascimento | Data de nascimento | Signo e Elemento    |
| Início             | Fim                | Signo e Elemento    |
| ------------------ | ------------------ | ------------------- |
| 10/02/1929         | 29/01/1930         | Serpente de Terra   |
| 27/01/1941         | 14/02/1942         | Serpente de Metal   |
| 14/02/1953         | 02/02/1954         | Serpente de Água    |
| 02/02/1965         | 20/01/1966         | Serpente de Madeira |
| 18/02/1977         | 06/02/1978         | Serpente de Fogo    |
| 06/02/1989         | 26/01/1990         | Serpente de Terra   |
| 24/01/2001         | 11/02/2002         | Serpente de Metal   |
| 10/02/2013         | 30/01/2014         | Serpente de Água    |
| 29/01/2025         | 16/02/2026         | Serpente de Madeira |

## Tipos de Serpente
- Metal (1881, 1941, 2001): opiniosos, egoístas, esforçados, têm dificuldade em receber críticas. Possuem poderosa força de vontade e farão qualquer coisa para realizar suas ambições.
- Água (1893, 1953, 2013): introvertidos, bem-humorados, calmos, gentis e honrados, mas sua falta de ambição e entusiasmo resultam de estarem despreparados para tirar o melhor das oportunidades que se apresentam.
- Madeira (1905, 1965, 2025): imaginativos, criativos, amigáveis, usam seus relacionamentos pessoais para atingirem seus objetivos; "paciência" os levará ao sucesso.
- Fogo (1917, 1977, 2037): personalidade forte e geniosa, sem se importar com as conseqüências oriundas de suas más ações. "Vá devagar e pense duas vezes" para conseguir mais amigos. Fogo é o elemento fixo e natural da Serpente.
- Terra (1929, 1989, 2049): amigáveis, conservadoras, sonhadoras, mas com dificuldade em aceitar mudanças.